# Филипп I (король Франции)
Филипп I (фр. Philippe Ier; 1052 — 29 июля 1108) — король Франции с 1060 года. Представитель династии Капетингов. Сын короля Генриха I и Анны Ярославны.
Филипп был первым из Капетингов, кто смог значительно увеличить королевский домен: были приобретены Гатине, Корби, Вексен, часть Берри. Филипп вёл оборонительную, но в целом успешную борьбу с англонормандской монархией, достиг выгодного для короны компромисса в споре об инвеституре, но остался известен в первую очередь своей скандальной связью с Бертрадой де Монфор.

## Биография

### Происхождение и раннее детство
Филипп был старшим сыном короля Генриха I от его второго брака с Анной, дочерью Великого князя Киевского Ярослава Мудрого. Принц получил совершенно не характерное ни для династии, ни для всего региона греческое имя Филипп, ставшее с этого момента одним из нескольких самых распространённых имён у Капетингов.
Поскольку Филипп был поздним ребёнком (он родился, когда его отцу было 44 года), Генрих уже в 1059 году организовал коронацию семилетнего принца. Церемония была проведена 23 мая в Реймсе архиепископом Гервасием в присутствии двух папских легатов и всех крупных вассалов короны (кроме Вильгельма Нормандского). Таким образом Генрих в соответствии с традицией Капетингов рассчитывал обеспечить автоматический, без выборов, переход власти к сыну после своей смерти.

### Регентство
Когда Генрих I умер (4 августа 1060 года), Филипп был признан королём без каких-либо затруднений. Его опекуном стал граф Фландрский Бодуэн V, женатый на тётке юного короля. В управлении принимала участие также королева-мать, но она уже в 1061 году стала женой графа Рауля де Крепи, и с этого времени её имя исчезло из королевских хартий. Бодуэн использовал положение регента главным образом в личных целях, но при этом никто не оспаривал у Капетингов их право на корону. Граф фландрский умер, когда Филиппу исполнилось 15 лет (1067 год). С этого момента король теоретически мог править сам.

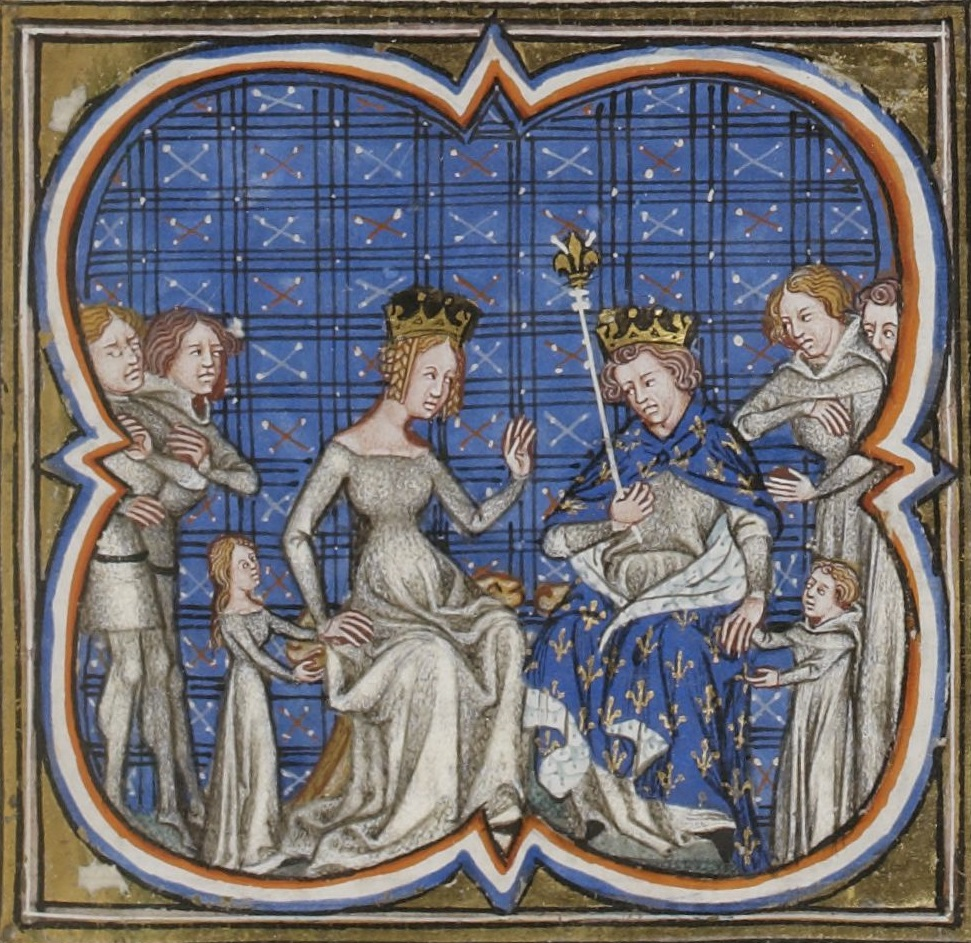
Филипп I со своей первой женой Бертой Голландской и детьми Людовиком VI и Констанцией.

### Начало правления
Реальная власть короля Филиппа распространялась только на территорию домена — земли вокруг Парижа и Орлеана. Могущественные вассалы монарха формально признавали его высшую власть над всем королевством, но при этом проводили независимую политику. Многие из них были сильнее Филиппа. Так, нормандский герцог Вильгельм ещё при жизни Бодуэна Фландрского в 1066 году завоевал Английское королевство; опекун Филиппа и не мог, и не хотел мешать герцогу, приходившемуся ему к тому же зятем.
В начале своего правления Филиппу удалось расширить границы домена. В графстве Анжуйском в 1067 году развернулась война между двумя братьями — Жоффруа Бородатым и Фульком Рыжим. Фульк победил и бросил брата в темницу, а чтобы добиться от короля признания своих прав, передал ему своё родовое владение — графство Гатине (1068 год).
Схожие перспективы открылись перед Филиппом во Фландрии. Здесь после смерти его кузена Бодуэна VI брат покойного Роберт Фризский начал оспаривать власть у своих малолетних племянников. Филипп поддержал последних: он вызвал Роберта к себе на суд, а когда тот отказался ехать, двинул во Фландрию войска. Роберт попал в плен, но кастелян Сент-Омера вопреки воле короля отпустил его. В решающем сражении при Касселе 22 февраля 1071 года Роберт Фризский одержал победу: его племянник Арнульф погиб, Филипп смог спастись бегством. После этого Филиппу пришлось признать Роберта графом Фландрии, но, поскольку они оба были заинтересованы в союзе против англонормандской монархии, король женился на падчерице Роберта Берте Голландской и получил права на аббатство Корби на Сомме.

### Нормандская политика
Закрепив союз с Фландрией, Филипп попытался противодействовать усилению Вильгельма Завоевателя, принимавшему угрожающие для французской короны масштабы. Он наладил контакт с Эдгаром Этелингом, последним представителем Уэссекской династии, бежавшим во Фландрию: в 1074 году король предложил Эдгару своё владение на побережье Ла-Манша Монтрёй-сюр-Мер в лен. Это могло означать возникновение вблизи от берегов Англии базы для англосаксонского реванша, но Эдгар Этелинг предпочёл примириться с Вильгельмом.
В 1076 году произошло первое открытое столкновение между французской короной и англонормандской монархией. Вильгельм вмешался в феодальную войну в Бретани и поддержал герцога Хоэля II против восставших баронов; Филипп, получив поддержку от графов Невера и Марша, епископа Амьена и герцога Аквитании, предпринял совершенно неожиданный для Вильгельма поход в Бретань и разгромил английского короля под стенами Доля. В следующем году был подписан мир, условия которого неизвестны. Но можно утверждать, что Филипп в результате этого мира закрепил за собой Вексен, потерянный когда-то его отцом.
Когда Роберт Куртгёз поднял восстание против своего отца (1078 год), Филипп поддержал его. Роберт получил от французского короля замок Жерберуа в Бовези и начал разорять нормандское приграничье. Тогда Вильгельм осадил его в замке; Филипп, вероятно, помогал Роберту, но при этом известно, что в феврале 1079 года он вёл переговоры с Вильгельмом в его лагере. Видимо, он отказался от союза с Робертом в обмен на крупную денежную сумму и отказ Вильгельма от претензий на Вексен. После этого Роберт сдался отцу. Прожив несколько лет в Англии, он снова рассорился с отцом и получил у Филиппа убежище на некоторое время.
Ситуация на нормандской границе снова обострилась в 1087 году. Гарнизон принадлежавшего Филиппу Манта предпринял серию набегов на земли вассалов Вильгельма. Последний использовал это как повод, чтобы потребовать у французского короля Вексен. Получив отказ, он вторгся на спорную территорию, взял Мант штурмом и разрушил его, но при случайном падении с коня пострадал так сильно, что прекратил военные действия и вскоре умер (9 сентября 1087 года). Это повлекло за собой раздел его владений между сыновьями: Англию получил второй сын, Вильгельм Рыжий, а Нормандию — первый, Роберт Куртгёз, старый друг французского короля. Таким образом, Филипп добился своей старой цели — распада англонормандской монархии. Вексен был закреплён за французской короной, Мант был восстановлен.

### В других регионах Франции

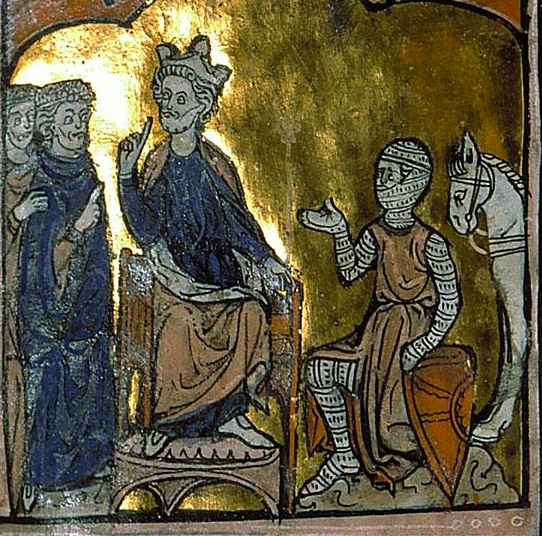
Филипп I покупает Бурж у Эда Эрпена.
Миниатюра XIII века из «Больших французских хроник»

В 1078 году младший брат короля Гуго путём брака стал графом Вермандуа и Валуа. Это означало усиление влияния короны в Пикардии.
Благодаря крестовым походам Филипп смог сделать ещё одно приобретение. В 1101 году виконт Буржский Эд Эрпен заложил ему свои владения — виконтство Бурж и сеньорию Дюн, чтобы получить средства на поход в Святую землю. По возвращении во Францию виконт так и не смог выкупить заклад и постригся в монахи, а корона получила таким образом часть Берри.
Французский историк-медиевист Жорж Дюби писал: «Король не обладал прежним блеском. Но проявлял строгость, последовательность в управлении наследием предков, а также алчность, в которой папа обвинял Филиппа, ибо тот приказывал своей челяди извлекать максимальную выгоду из кутюмов».

### Церковные дела
Филипп в течение всего правления широко пользовался правом инвеституры, приносившим ему большие доходы. Папа Григорий VII иногда пытался ему противодействовать: так, в 1074 году он пригрозил Филиппу интердиктом во время спора из-за назначения епископа Макона, и французский король отступил. Но при этом Филипп смог не пустить своих епископов в 1078 году на собор в Пуатье, запретивший светскую инвеституру, и на это не последовали никакие санкции; он продолжил и в дальнейшем назначать епископов в своих владениях. Французских прелатов это устраивало, так как отмена инвеституры означала бы лишение тех владений, которыми они пользовались как вассалы короля. Папы нуждались в союзниках против императора и поэтому шли на уступки в этом вопросе. В 1104 году Филипп и папа Пасхалий II договорились о принятии компромиссной формулы, разработанной Иво Шартрским: король обязался признавать канонические выборы епископов и отказался от инвеституры кольцом и посохом, а прелаты должны были приносить ему после избрания присягу на верность. Это решение было подтверждено собором в Труа в 1107 году.
Перед открытием этого собора произошла встреча Филиппа и Пасхалия, на которой они договорились о союзе; затем король сопроводил папу в Шалон-сюр-Марн на переговоры с послами императора. Поскольку последний в вопросе об инвеституре не уступал, достигнуть договорённости не удалось. Послы заявили, что спор будет закончен «в Риме мечами», а папа отправился в Рим «с любовью к французам, так как многим ему услужили, и со страхом и ненавистью к тевтонам».

### Филипп и Бертрада де Монфор

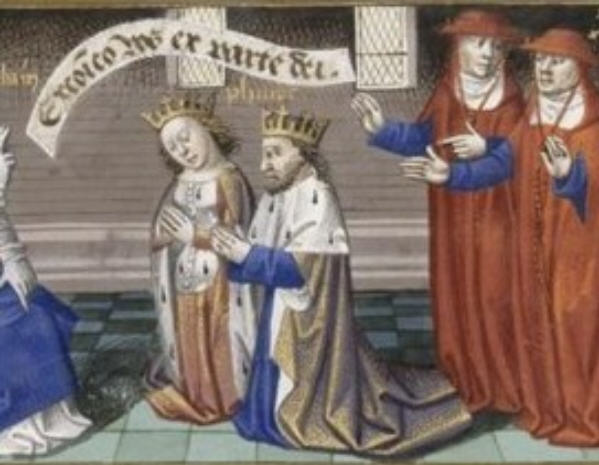
Раскаяние Филиппа I и его второй жены Бертрады де Монфор.

Резкие изменения в жизни Филиппа произошли в первой половине 1090-х гг. Ещё в 1090 году король отправил свою жену Берту в фактическое заключение в замок Монтрёй-сюр-Мер. А в ночь на 15 мая 1092 года он украл у одного из своих могущественных вассалов Фулька Анжуйского красавицу жену — Бертраду де Монфор (вероятно, с её согласия). Король организовал формальный развод с Бертой («выяснилось», что супруги находились в слишком близком для брака родстве) и женился на Бертраде. Этот его поступок вызвал возмущение духовенства; епископ Иво Шартрский заявил открытый протест и провёл из-за этого почти два года в замке Пюизе, а церковный собор в Отёне, организованный папским легатом, 16 октября 1094 года отлучил короля от церкви. На знаменитом Клермонском соборе в 1095 году папа Урбан II подтвердил это решение клира.
В следующем году король согласился разорвать незаконный брак, чтобы снять с себя отлучение, но вскоре снова начал жить с Бертрадой. Окончательный разрыв произошёл только в 1104 году, за четыре года до смерти Филиппа. Все эти десять лет король прожил отлучённым от церкви, что существенно ухудшило положение королевской власти: Филипп не смог принять участия в первом крестовом походе (туда отправился его брат Гуго Вермандуа как представитель короны); духовные вассалы короля не подчинялись ему в соответствии с волей папы; Роберта Фризского разрыв Филиппа с Бертой заставил заключить союз с английским королём. Роберт Куртгёз отправился в Святую землю, а Нормандию передал своему младшему брату Вильгельму Рыжему. В результате королевский домен снова граничил с объединённой англонормандской монархией, правитель которой потребовал отдать ему Вексен. В 1097—1099 гг. Вильгельм Рыжий предпринял две вооружённые попытки захватить спорную территорию, которые удалось отбить.

### Проблема престолонаследия и последние годы жизни
От Берты Голландской у Филиппа был только один сын, доживший до взрослых лет, — Людовик. Король ещё в 1092 году сделал его графом Вексена, а в 1100 объявил своим соправителем. При этом не были проведены процедуры коронации и помазания: Филипп просто представил сына своим «домашним». Но Бертрада хотела любыми способами избавиться от пасынка и возвести на престол старшего из своих сыновей — Филиппа. Ей удалось, согласно некоторым источникам, убедить мужа отправить Генриху Боклерку письмо с просьбой схватить Людовика, находившегося в это время в Англии, и заключить в тюрьму «на все дни его жизни». Генрих эту просьбу не выполнил. Тогда Бертрада попыталась отравить пасынка, но он выжил благодаря искусному врачу. После этого Филипп умолял сына простить Бертраду, и формального примирения удалось достигнуть (1101 год).
С 1101 года Филипп, у которого усиливалась чрезмерная полнота, начал отстраняться от дел. Его сын активно занялся проблемами домена, вмешиваясь в распри между вассалами и усмиряя самых непокорных баронов; усиливалось влияние при дворе семейств Монлери-Рошфоров, в 1106 году сосредоточивших в своих руках должности сенешаля и канцлера, Санлисов и Гарландов; сыновья короля заключали союзы, готовясь к борьбе за престол.

### Смерть
Филипп умер 29 или 30 июля 1108 года в Мелёне. Он был похоронен в аббатстве Флёри в Сен-Бенуа-сюр-Луар недалеко от Орлеана. До настоящего времени в аббатстве сохранился надгробный памятник Филиппа, установленный при Людовике IX. Благодаря тому, что Филипп не был похоронен в усыпальнице французских королей в Сен-Дени, его могила не была осквернена во время революции, а останки сохранились нетронутыми. В наши дни учёные смогли провести детальные исследования его могилы и останков.

### Семья Филиппа I

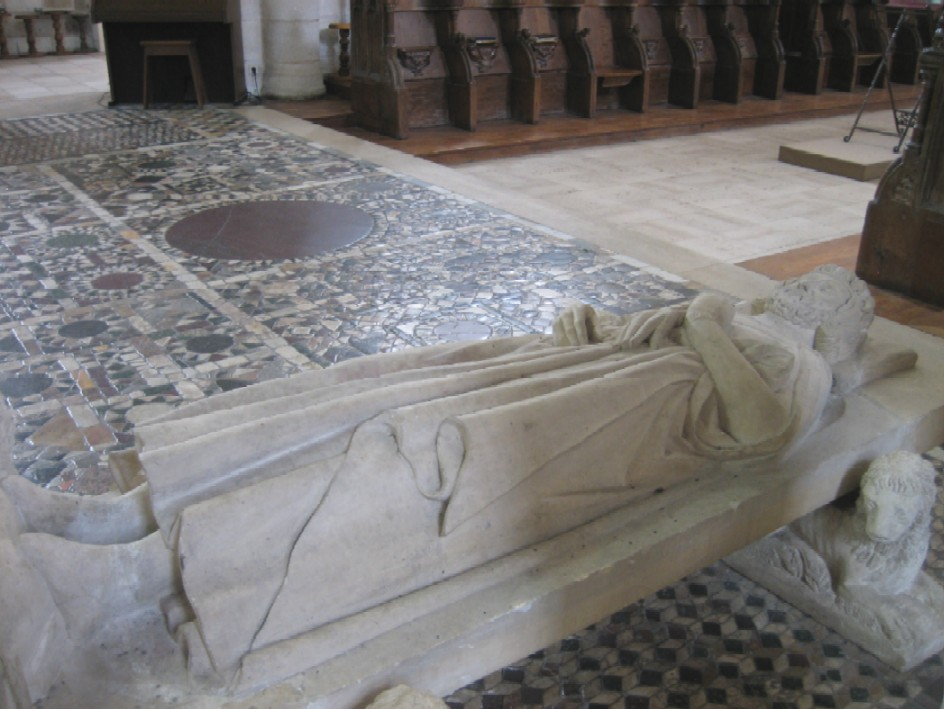
Надгробный памятник Филиппа I в аббатстве Флёри в Сен-Бенуа-сюр-Луар

Возможно, Филипп был помолвлен в 1055 году с дочерью императора Генриха III Юдит, ставшей позже в первом браке королевой Венгрии, а во втором — княгиней Польши, но об этом сообщают только венгерские источники.
- 1-я жена: с 1072 года (брак расторгнут в 1092 году) Берта Голландская (ок. 1058 — 30 июля 1093), дочь Флориса I, графа Голландии, и Гертруды Саксонской.

- - Констанция (1078 — 14 сентября 1126) — 1-й муж: (с 1094 года) Гуго (Юг) I Шампанский; 2-й муж: (с 1106 года) Боэмунд I (1054 — 17 марта 1111), князь Антиохии.
  - Людовик VI Толстый (1 декабря 1081 — 1 августа 1137), король Франции с 1108 года. Это был первый носитель имени, традиционного для Меровингов и Каролингов, как в королевской семье, так и вообще в среде высшей знати королевства.
  - Генрих (1083 — ?); умер молодым.
  - Карл (1085 — ?); умер молодым.
  - Эд (1087—1096).

- 2-я жена: с 15 мая 1093 (разв. в 1104 г.) Бертрада де Монфор (ок. 1059 — 14 февраля 1117), дочь Симона I, сеньора де Монфор, и Агнессы д’Эврё, в первом браке — жена Фулька Рыжего, графа Анжу. Брак был признан незаконным, все четверо детей от него считались также незаконными.

- - Филипп (около 1093— после 1133), граф Манта с 1104 года.
  - Флёри (Флор) (ок. 1095 — после 1119), сеньор де Нажи.
  - Эсташия; муж: Жан, граф д’Этамп.
  - Сесилия (1097 — после 1145); 1-й муж: Танкред (ум. в 1112 году), князь Антиохии; 2-й муж: Понс Тулузский (1098—1137), граф Триполи.

## Значение правления
Сорокавосьмилетнее царствование Филиппа I было для Франции рекордным по продолжительности до эпохи Людовика XIV, а затем стало третьим (после царствований Людовика XIV и Людовика XV). Оценки средневековых хронистов были главным образом отрицательными, как из-за скандальных подробностей личной жизни короля, так и под влиянием Сугерия, который в своей биографии Людовика Толстого противопоставил деятельного и способного сына никчёмному отцу. Даже нуждавшийся в поддержке французского короля папа Григорий VII осудил его за то, что тот ограбил итальянских купцов, направляющихся через его домен на ярмарку в Шампань. Вторая половина правления, когда Филипп был отлучён от церкви, заслонила в глазах хронистов первую, когда король расширил пределы домена за счёт стратегически важных территорий и смог отразить агрессию англонормандской монархии.
Для этой эпохи характерно максимальное сужение сферы интересов королевской власти.

Можно увидеть, что в это время королевские функции замыкаются в домашних пределах, в рамках «двора» («cour»), а curia — курия — приобретает облик curtis — разновидности огороженного приусадебного пространства, где в своих жилищах укрывались тогда и знатные, и крестьянские семейства. Окружение короля стало домашним, как у других людей. Не случайно единственными заметными событиями в годы этого столь продолжительного царствования оказывались события семейные — браки, фамильные, альковные дела. Не случайно и то, что на передней сцене долгое время находилась особа женского пола — Бертрада де Монфор, неверная жена.
— Ж.Дюби. История Франции. Средние века. Король-сеньор.
При Филиппе достигло апогея усиление баронов внутри королевских владений, в результате которого оказались под угрозой пути сообщения между городами. Но при этом Филипп начал за счёт выдвижения на первый план ряда придворных чинов (коннетабль, сенешаль, камергер, виночерпий) выстраивать систему управления, независимую от территориальных князей и способную вести стабильную государственную политику.
В отличие от своих предшественников, Филипп чаще пребывал в своём парижском дворце, чем Орлеане. Таким образом, центр королевства при нём начал утверждаться в Париже.
Договорённости с папством, которых Филипп достиг в конце своего правления (1107 год) стали основой для союза между французской короной и Святым престолом, просуществовавшего с перерывом при Филиппе Красивом до конца французской монархии.

## Филипп I в художественной литературе
Филипп I — персонаж романа Антонина Ладинского «Анна Ярославна — королева Франции».